# Championnat des Tonga de football
Le championnat des Tonga de football, créé en 1969, est l'élite du football tongien, organisé par la fédération de Tonga de football.
Son nom officiel est en anglais, la Tonga Major League.

## Palmarès
- 1969-70 : Kolofo'ou No.1
- 1970-71 : Kolofo'ou No.1
- 1971-72 : Veitongo Football Club
- 1972-73 : Champion inconnu
- 1974 : Kolofo'ou No.1
- 1975 : Kolofo'ou No.1
- 1976-77 : Champion inconnu
- 1978 : Veitongo Football Club
- 1979 : Champion inconnu
- 1980-81 : 'Atenisi United
- 1982 : Ngele'ia FC
- 1983 : Ngele'ia FC
- 1984 : Ngele'ia FC
- 1985 : Ngele'ia FC
- 1986 : Ngele'ia FC
- 1987 : Ngele'ia FC
- 1988 : Ngele'ia FC
- 1989 : Navutoka
- 1990 : Ngele'ia FC
- De 1991 à 1993 : Champion inconnu
- 1994 : Navutoka
- De 1995 à 1997 : Champion inconnu
- 1998 : Lotoha'apai United
- 1999 : Lotoha'apai United
- 2000 : Lotoha'apai United
- 2001 : Lotoha'apai United
- 2002 : Lotoha'apai United
- 2003 : Lotoha'apai United
- 2004 : Lotoha'apai United
- 2005 : Lotoha'apai United
- 2006 : Lotoha'apai United
- 2007 : Lotoha'apai United
- 2008 : Lotoha'apai United
- 2009 : Marist FC
- 2010 : Championnat non disputé
- 2010-2011 : Lotoha'apai United
- 2011-2012 : Lotoha'apai United
- 2013 : Lotoha'apai United
- 2013-2014 : Lotoha'apai United
- 2015 : Veitongo Football Club
- 2016 : Veitongo Football Club
- 2017 : Veitongo Football Club
- 2018 : Lotoha'apai United
- 2019 : Veitongo Football Club
- 2020 : Non disputé en raison de la pandémie de Covid-19
- 2021 : Veitongo Football Club
- 2022 : Veitongo Football Club

### Lien
- Palmarès du championnat des Tonga sur le site RSSSF.com